# Għasri
Għasri (forma estesa maltese L-Għasri; pronuncia 'Asri) è un comune di Malta situato sulla costa più occidentale di Gozo (Malta). Con una popolazione di 424 abitanti (2019) è il villaggio più piccolo di Gozo ed il penultimo consiglio locale per popolazione dell'intera nazione. Għasri ha, tuttavia, un'area relativamente vasta. Għasri è rinomato per la produzione di miele.
Il villaggio si trova tra le colline di Żebbuġ e Għammar. Il nome ha origini arabe, probabilmente con riferimento ad una zona dove le olive sono state schiacciate per l'olio. Għasri è raggiungibile da unu bivio lungo la strada Victoria-Għarb appena dopo l'acquedotto.
La chiesa del villaggio, progettata da un sacerdote locale, Dun Ġużepp Diacono, fu costruita all'inizio del XX secolo. La sua pietra d'angolo fu posata il 6 settembre 1903 e fu dedicata al Corpus Christi, altrimenti noto come Cristo Salvatore nell'Eucaristia il 9 gennaio 1916. Il villaggio è stato elevato a parrocchia dal vescovo Giovanni Maria Camilleri il 16 dicembre 1921.

## Wied il-Għasri
Dalla piazza del villaggio, una strada conduce alla valle di Wied il-Għasri. Sulla strada, ci sono un certo numero di agriturismi tipici, la maggior parte di loro disponibili per brevi o lunghi soggiorni, nonché una vecchia cappella dedicata alla Beata Vergine Maria. La zona di Wied il-Għasri è meravigliosa per una passeggiata in campagna a piedi o in bicicletta soprattutto in inverno e in primavera. La valle termina nel mare, incastrata tra altissime scogliere dove una piccola entrata appartata lo rende ideale per nuotare, fare snorkeling e immersioni. Infatti, il mare intorno a Wied il-Għasri è molto popolare tra i subacquei. Nella valle di Għasri si possono trovare alcune saline.

## Giordan Lighthouse

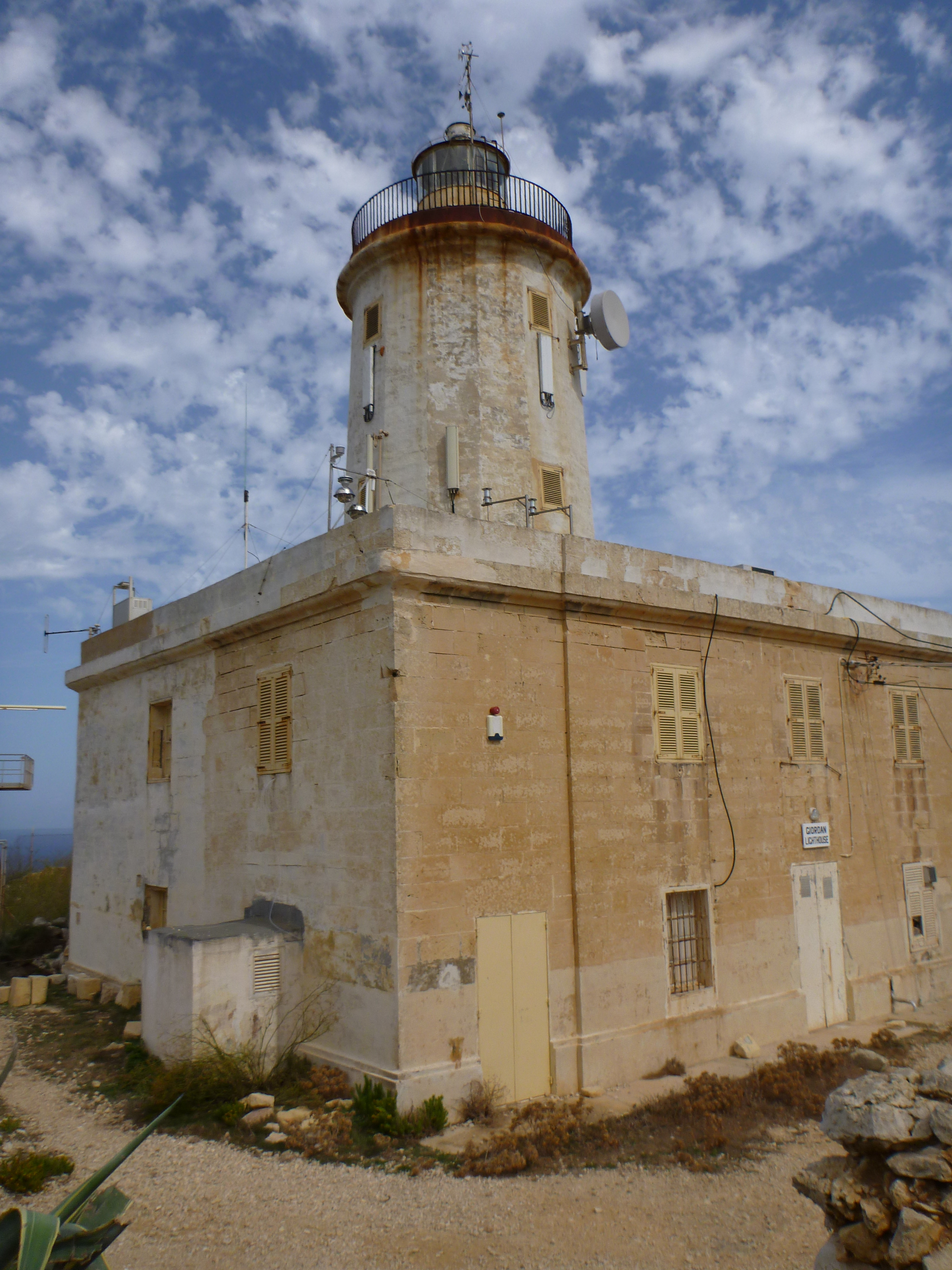
Giordan Lighthouse

Un faro sulla collina di Ġurdan, meglio conosciuto come Giordan Lighthouse, domina Għasri. Il faro sorge a 180 metri sopra il livello del mare ed è stato inaugurato dai britannici nel 1853. Il suo fascio di luce può essere visto fino a 50 chilometri di distanza. Sulla collina che circonda il faro ci sono alcune meravigliose viste a 360 gradi di Gozo e ciò attrae molti escursionisti, che affrontano il ripido sentiero fino alla collina (ma il faro può essere raggiunto anche in auto.
Un faro antico esisteva in loco dal 1650; una stazione di comunicazione semaforica vi venne installata nel 1840. 
Durante la seconda guerra mondiale, il faro è stato utilizzato come luogo per una stazione radar di avvertimento anticipato. Il radar forniva informazioni sui bombardieri che arrivano a sud dall'Italia, permettendo di attivare le sirene dei raid aerei prima delle incursioni.
Gli strumenti di qualità dell'aria basati sul faro misurano un certo numero di parametri tra cui l'anidride solforosa, il monossido di carbonio e l'ossido di azoto come parte del sistema Global Atmosphere Watch del monitoraggio atmosferico. Il sito è la stazione principale per il Mediterraneo centrale ed è stato aggiornato tra il 2008 e il 2011. L'informazione è trasmessa al campus dell'Università di Malta a Xewkija per l'analisi.